# Alberto Rodríguez Baró
Alberto Rodríguez Baró, meglio noto come Tachi (Fuenlabrada, 10 settembre 1997), è un calciatore spagnolo, difensore del Real Saragozza.

## Caratteristiche tecniche
È un difensore centrale.

## Carriera
Cresciuto nel settore giovanile dell'Atlético Madrid, dal 2016 al 2019 ha militato nella seconda squadra dei Colchoneros collezionando 88 presenze e segnando 4 reti. Il 19 luglio 2019 è stato acquistato a titolo definitivo dall'Alavés con cui ha debuttato nella Liga un mese dopo disputando l'incontro vinto 1-0 contro il Levante.
Il 26 gennaio 2022 viene ceduto in prestito al Fuenlabrada.
Dopo un'esperienza nel campionato polacco con il Wisła Cracovia, nel 2023 si trasferisce al Mirandés nella Segunda División spagnola.
Disputa due stagioni con il Mirandés, raggiungendo la finale dei play-off promozione nel 2025, persa contro il Real Oviedo.
Nell'estate del 2025, rimasto svincolato, firma un contratto biennale con il Real Saragozza.